# Edward Elric
L'Edward Elric és el protagonista de la sèrie d'animació Fullmetal Alchemist.
Expert en arts marcials i amb un cos força desenvolupat per la seva edat, pateix, però, d'un terrible complex per la seva baixa estatura (potser per l'aversió que sent cap a la llet), fet que tothom li recorda en veure'l i que fa que es crispi molt.
Una altra peculiaritat és que va perdre la cama esquerra quan va intentar ressuscitar la seva mare morta. A més, per aquest accident el seu germà petit, l'Alphonse Elric, va morir, tot i que va aconseguir salvar-li la seva ànima unint-la a una armadura que es trobava al mateix lloc, perdent el seu braç dret en l'intent. Després d'això, es va fer posar un braç i una cama de metall.
Com a alquimista, l'Edward té l'habilitat de fer alquímia només connectant totes dues mans, i no li cal l'ajuda dels cercles de transmutació que són tradicionalment emprats per la resta d'alquimistes. Normalment empra el seu poder per transformar objectes en d'altres (amb especial predilecció en transformar el seu propi braç dret en armes per atacar els seus enemics) o per reparar objectes vells o trencats.
El seu gran objectiu és trobar la Pedra Filosofal, que li permetria tornar tant el seu cos com el del seu germà a la normalitat.